# جیوچونگ
جیوچونگ (به لاتین: Jiuchong) یک و شهرک و شهرک در جمهوری خلق چین است که در Xichuan County واقع شده‌است. جیوچونگ ۱۳۴ کیلومتر مربع مساحت و ۵۴٬۰۰۰ نفر جمعیت دارد.